# AirHelp
AirHelp este un serviciu online care permite pasagerilor aerieni să solicite compensații pentru anulări de zboruri, întârzieri sau overbooking.
Focusul inițial al companiei a fost pe zborurile din Europa, unde se aplică Regulamentul (CE) nr. 261/2004⁠(d) pentru a obține compensațiile  cuvenite pasagerilor în caz de refuz de îmbarcare, anulare sau întârziere semnificativă a zborurilor. Totuși, din 2020, AirHelp și-a extins serviciile și sprijină pasagerii și pentru zboruri din SUA, Canada, Brazilia, Turcia și Asia.
AirHelp a ajutat peste 2,7 milioane de pasageri să primească compensații pentru perturbări de zboruri, devenind una dintre cele mai mari companii de acest tip din lume.

## Istoric
AirHelp a fost fondată în ianuarie 2013 de Henrik Zillmer. În primul său an, compania a lansat site-uri în opt țări și în cinci limbi diferite.
În martie 2014, AirHelp a absolvit programul Winter Class al acceleratorului de startup-uri Y Combinator din Silicon Valley. Două luni mai târziu, în mai 2014, compania a câștigat Spark Award pentru inovație la prima ediție a Conferinței Collision din Las Vegas, fiind aleasă dintre peste 500 de candidați. În același an, AirHelp a fost desemnată Cel mai Bun Start-up al Anului de către Nordic Startup Awards.
În octombrie 2015, AirHelp a lansat prima ediție a AirHelp Score, un sistem de evaluare a celor mai mari companii aeriene din lume bazat pe punctualitate, opinia clienților și procesarea compensațiilor.
În august 2016, AirHelp a atras 12 milioane USD prin proiectul de finanțare Series A, având ca investitori nume importante precum Khosla Ventures și Evan Williams, co-fondator și fost CEO Twitter.
În ianuarie 2017, compania a lansat AirHelp+, un program de tip abonament care garantează membrilor pasageri eligibili 100% din compensație. În martie 2017, AirHelp a introdus Herman, primul asistent juridic bazat pe AI, pentru a eficientiza procesarea cererilor de compensație.
În ianuarie 2018, AirHelp a co-fondat APRA (Association of Passenger Rights Advocates), o organizație dedicată promovării drepturilor pasagerilor la nivel global. În noiembrie 2018, compania a câștigat Launch People’s Choice Award în cadrul conferinței Phocuswright.
În iulie 2019, AirHelp și-a extins serviciile în Brazilia, oferind asistență pasagerilor aerieni conform reglementării ANAC 400.
În 2020, în contextul pandemiei COVID-19 și al opririi aproape totale a zborurilor, AirHelp a continuat să susțină drepturile pasagerilor, în special în special pe obținerea în numerar a rambursărilor pentru zborurile anulate. În septembrie 2020, compania a lansat planul AirHelp+ Complete, care oferă membrilor acces la lounge-uri  în aeroport în caz de întârzieri.
În martie 2021, AirHelp a obținut o victorie la Curtea de Justiție a Uniunii Europene, confirmând dreptul pasagerilor la compensație pentru perturbări cauzate de greve ale personalului aerian. În august 2021, serviciul de suport clienți a fost extins cu asistență live chat 24/7. În același an, AirHelp a încheiat o rundă de finanțare Series B-2 în valoare de 9 milioane USD,  sub formă de acțiuni preferențiale, cu investiții de la NE II Feeder, TempoCap, MyCo Aps, H14 S.p.A. și Nordic Eye.
În mai 2022, AirHelp a publicat primul Ghid al Drepturilor Pasagerilor Aerieni. În august 2022, compania a lansat AirPayouts un produs sub formă de asigurare a zborurilor întârziate sau anulate pentru unii membri AirHelp+.
În iulie 2023, AirHelp a început să ofere asistență pasagerilor conform reglementării turce SHY Passenger. Luna următoare, a introdus un produs de asigurare pentru bagaj pierdut sau întârziat, disponibil pentru unii membri AirHelp+. În octombrie 2023, compania a anunțat că a plătit compensații pentru 2 milioane de pasageri. În 2023, AirHelp a primit German Service Prize de la DISQ și ntv Nachrichten.
În aprilie 2024, AirHelp a introdus două noi niveluri pentru membrii AirHelp+: Smart și Pro. În iunie 2024, compania a început să ofere asistență pasagerilor conform reglementărilor din Arabia Saudită. În 2024, AirHelp a fost recunoscută ca fiind unul dintre cele mai apreciate locuri de muncă de către Best Practice Institute, și a primit Deutsche Kunden Award pentru raportul preț/performanță de la DtGV.
În martie 2025, AirHelp a obținut o investiție semnificativă de la Abry Partners. Luna următoare, compania a celebrat atingerea pragului de 10 milioane de clienți AirHelp+. În mai 2025, AirHelp a lansat AirHelp Flight & Claim Tracker, o aplicație mobilă pentru urmărirea cererilor de compensație. În 2025, AirHelp a fost din nou certificată ca fiind Cel Mai Apreciat Loc de Muncă de către Best Practice Institute, clasându-se pe locul 18 în Top 100 Cele Mai Apreciate Locuri de Muncă de către Newsweek, și a fost numită Cel Mai Bun Furnizor de Servicii de Compensație pentru Zboruri de către Spanish Business Awards.
În mai 2025, AirHelp a lansat un nou produs de asigurare pentru a proteja membrii AirHelp+ de pierderea conexiunilor din cauza întârzierilor zborurilor anterioare.

## Servicii

### Legislație
Pentru a ajuta pasagerii să obțină compensații, AirHelp se folosește de prevederi din Regulamentul (CE) nr. 261/2004 din Europa și de alte reglementări naționale privind drepturile pasagerilor, cum ar fi UK261 în Regatul Unit, ANAC 400 în Brazilia, air passenger protection în Canada, Convenția de la Montreal în SUA, SHY Passenger în Turcia și PRPR în Arabia Saudită.

### Evaluare inițială
Eligibilitatea fiecărui pasager la compensație este determinată inițial printr-un formular web sau aplicație mobilă. Dacă AirHelp stabilește că o persoană are dreptul la compensație, aceasta poate împuternici compania, să urmeze procedura de revendicare a compensației contra unui comision perceput de către AirHelp doar în cazul unei decizii favorabile.

### Soluționare amiabilă vs acțiune în instanță
În cazul în care o companie aeriană refuză să soluționeze amiabil, AirHelp și avocații săi pot iniția acțiuni în instanță. În cele mai multe cazuri, aceste procese au dus la clarificări importante privind drepturile pasagerilor.

### Membru Abonamentul AirHelp+
AirHelp+ este programul anual de abonament al companiei destinat pasagerilor care se confruntă cu perturbări de zbor. Membrii nu plătesc comisioane atunci când AirHelp le obține compensația și beneficiază de o serie de avantaje, cum ar fi: acces la lounge-uri în aeroport, asistență 24/7 din partea experților AirHelp, asigurări suplimentare de zbor, cum ar fi €100 plătiți instant, în câteva ore de la zborul cu probleme și de asigurări de până la €400 pentru întârziere, bagaje întârziate sau pierdute și conexiuni ratate.

### Tehnologie
Pentru a susține cererile împotriva companiilor aeriene, AirHelp colectează date din diverse baze de date pentru a verifica circumstanțele legate de perturbarea zborului, asigurând un parcurs eficient pentru client și o rată ridicată de succes  în obținerea compensațiilor. De asemenea, compania AirHelp folosește inteligență artificială pentru a verifica eligibilitatea pasagerilor, comparând motivul invocat de compania aeriană pentru respingerea cererii cu condițiile reale (de exemplu, condiții meteo). Companiile aeriene trebuie apoi să furnizeze dovezi clare dacă vor să dea vina pe condiții meteorologice.
AirHelp este un pionier în automatizarea proceselor și utilizarea AI, raportând patru boți care asistă  în gestionarea cererilor: "Herman", "Lara", "AgA" care evaluează toate cererile inițiale și "Docky", care solicită automat documente suplimentare de călătorie de la pasageri.

## Clasamente globale ale companiilor aeriene
În fiecare an, din 2015, AirHelp publică rapoarte globale de clasament pentru aeroporturi și companii aeriene. Aeroporturile sunt evaluate după punctualitate (60%), calitatea serviciilor (20%) și facilități (20%), în timp ce companiile aeriene sunt evaluate după punctualitate, calitatea serviciilor și procesarea cererilor, fiecare categorie având pondere egală.
AirHelp se bazează pe surse proprii de date, furnizori de servicii comerciale și chestionare adresate pasagerilor pentru a realiza analize privind calitatea serviciilor aeriene. Conform scorului AirHelp, Bloomberg News a raportat cele mai bune și cele mai slabe companii aeriene și aeroporturi pentru anii 2024 și 2025. Clasamentele AirHelp au fost preluate și de alte publicații renumite, cum ar fi MSN, Yahoo Life, și New York Post. În iunie 2025, AirHelp avea un calificativ „Excellent” pe Trustpilot, cu un scor de 4,6 din 5.